# Вальбуэна, Матьё
Матьё Вальбуэна́ (фр. Mathieu Valbuena, французское произношение [matjø valbwena]; род. 28 сентября 1984, Брюж) — французский футболист, полузащитник клуба «Олимпиакос B».

## Ранние годы
Матьё Вальбуэна родился 28 сентября 1984 года в Брюже в семье Брижит и Карлоса Вальбуэна. Отец Матьё — испанец по происхождению, уроженец Вальядолида.
Увлечение футболом своему сыну привил Карлос, в детстве не раз возивший сына на «Камп Ноу» — смотреть домашние матчи «Барселоны». Занятия Матьё начал в местном клубе «Бланкфор». В возрасте 9 лет он получил серьёзную травму во время плавания. Врачам пришлось наложить 50 швов, но это не помешало Вальбуэна продолжить занятия футболом.
В 2001 году Матьё был принят в школу «Бордо», где его партнёрами по юношеской команде были Маруан Шамах и Рио Мавуба. Однако успехов в академии «жирондинцев» у Вальбуэна не было. Он несколько раз сыграл за резервную команду, но не сумел закрепиться даже в ней. К основному составу молодого игрока не подпускали. Тренеры позже объясняли, что Матьё не получил свой шанс, так у него могли возникнуть трудности с переходом из юношеского футбола во взрослый.

## Карьера

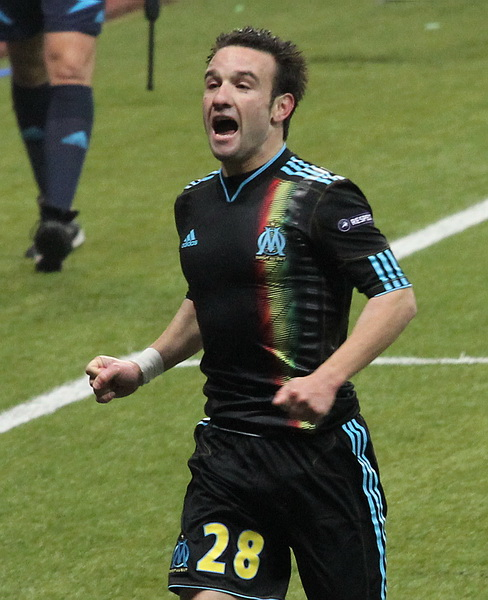
Вальбуэна в составе «Марселя»

В 2004 году подписал контракт с клубом «Либурн-Сен-Сёрен», выступавшим в Национальном чемпионате (третий по уровню футбольный дивизион Франции). После того как в сезоне 2005/06 клуб, заняв третье место, вышел в Лигу 2, Вальбуэна перешёл в марсельский «Олимпик».
Матьё дебютировал в Лиге 1 19 ноября 2006 года, выйдя на замену в матче 14-го тура против «Валансьена». 19 мая 2007 года забил свой первый гол за «Марсель», поразив ворота «Сент-Этьена». В первом сезоне в новом клубе полузащитник являлся игроком ротации и лишь дважды вышел в стартовом составе, однако уже со второго сезона стал железным игроком основы и одним из лидеров команды. В сезоне 2007/08 француз впервые выступил в Лиге чемпионов и Кубке УЕФА. Зимой 2009 года Вальбуэна активно интересовался московский «Спартак», а летом питерский «Зенит», но француз принял решение остаться в «Марселе». В 2010 году «Марсель» ведомый Вальбуэна впервые за долгое время стал чемпионом Франции. За восемь лет проведённых в клубе Вальбуэна сумел завоевать уважение партнёров и болельщиков и стал одной из легенд клуба. Руководство «Олимпика» приняло решение закрепить 28-й номер за Матьё.

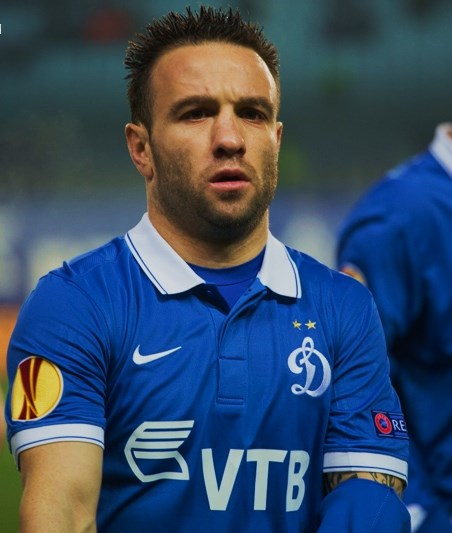
Вальбуэна в составе московского «Динамо»

Интерес со стороны российских клубов к игроку сохранился, и летом 2014 года Вальбуэна присоединился к московскому «Динамо». Дебютировал, выйдя на замену в матче с московским «Спартаком» 10 августа 2014 года, и хотя «Динамо» потерпело поражение (1:2), Вальбуэна был признан болельщиками «Динамо» лучшим игроком матча. В следующем матче против «Уфы» (2:0) Вальбуэна вышел в стартовом составе и отдал две голевые передачи. В 4-м туре в матче против тульского «Арсенала» также выполнил две голевые передачи. По итогам сезона 2014/15 болельщики «Динамо» признали Вальбуэна лучшим игроком сезона. Последний матч в футболке «Динамо» Вальбуэна провёл против махачкалинского «Анжи», француз отметился голевой передачей и победным голом (3:2).
Из-за исключения «Динамо» из еврокубков и сокращения бюджета Вальбуэна заинтересовал другие российские клубы (по слухам — московский «Спартак») и французский «Лион», который предложил взять игрока в аренду с обязательством выкупа за 7 млн евро. В итоге переход игрока за 5 млн евро состоялся 11 августа 2015 года. Контракт был подписан на три года. Поначалу болельщики «Лиона» восприняли Вальбуэна в штыки, припоминая его марсельское прошлое, однако своей игрой полузащитник заслужил их доверие и провёл два достаточно качественных сезона. В то же время фанаты «Марселя» не простили Матьё переход в стан принципиальных соперников и освистывали игрока во время матчей на «Велодроме».
12 июня 2017 года Вальбуэна перешёл в «Фенербахче». Сумма трансфера — 1,5 млн евро. Кроме того, в соглашении был предусмотрен дополнительный бонус в 1 млн евро. В турецком клубе француз играл важную роль в атаке, и «канарейки» лишь на три очка отстали от «Галатасарая», заняв по итогам сезона второе место. В начале следующего сезона Вальбуэна получил травму, а после возвращения в строй перестал попадать в стартовый состав, что предопределило его уход из команды. Всего за турецкий клуб он провёл 71 матч во всех турнирах, стал автором 12 голов, а также отдал 24 результативные передачи.
27 мая 2019 года Матьё Вальбуэна перешёл в греческий «Олимпиакос» в качестве свободного агента.

## Международная карьера
Вальбуэна никогда не вызывался ни в юношескую, ни в молодёжную сборную Франции. Лишь в 2008 году он был замечен тренерами национальной сборной — Раймон Доменек вызвал полузащитника на матчи с Англией и Мали, но дебюту Вальбуэна помешала травма.
26 мая 2010 года в возрасте 25 лет Вальбуэна дебютировал в составе сборной Франции в игре с Коста-Рикой и в первой же игре забил гол, принёсший победу его команде со счётом 2:1. Был в составе сборной на чемпионате мира 2010 года в ЮАР и на Евро-2012, однако на этих турнирах сыграл лишь в одном матче. На чемпионате мира 2014 Вальбуэна был одним из самых ярких игроков в составе своей сборной, провёл четыре матча и забил гол в ворота Швейцарии.
В 2015 году Вальбуэна подвергся шантажу со стороны своего партнёра по сборной Карима Бензема. Несмотря на то, что Матьё оказался пострадавшей стороной, главный тренер сборной Дидье Дешам принял решение отказаться от услуг обоих футболистов, чтобы не разрушать атмосферу в команде.

## Достижения
Олимпик «Марсель»
- Чемпион Франции: 2009/10
- Обладатель Суперкубка Франции: 2009/10
- Обладатель Кубка французской лиги (3): 2009/10, 2010/11, 2011/12

«Олимпиакос»
- Чемпион Греции (3): 2019/20, 2020/21, 2021/22
- Обладатель Кубка Греции: 2019/20

## Статистика
По состоянию на 17 мая 2022 года
| Выступление       | Выступление      | Выступление      | Лига | Лига | Кубки | Кубки | Еврокубки | Еврокубки | Остальные | Остальные | Итого | Итого |
| Клуб              | Лига             | Сезон            | Игры | Голы | Игры  | Голы  | Игры      | Голы      | Игры      | Голы      | Игры  | Голы  |
| ----------------- | ---------------- | ---------------- | ---- | ---- | ----- | ----- | --------- | --------- | --------- | --------- | ----- | ----- |
| Либурн-Сен-Сёрен  | Лига 3           | 2004/05          | 24   | 1    | 2     | 0     | 0         | 0         | 0         | 0         | 26    | 1     |
| Либурн-Сен-Сёрен  | Лига 3           | 2005/06          | 31   | 9    | 3     | 4     | 0         | 0         | 0         | 0         | 34    | 13    |
| Либурн-Сен-Сёрен  | Итого            | Итого            | 55   | 10   | 5     | 4     | 0         | 0         | 0         | 0         | 60    | 14    |
| Олимпик (Марсель) | Лига 1           | 2006/07          | 15   | 1    | 2     | 0     | 1         | 0         | 0         | 0         | 18    | 1     |
| Олимпик (Марсель) | Лига 1           | 2007/08          | 29   | 3    | 3     | 1     | 10        | 1         | 0         | 0         | 42    | 5     |
| Олимпик (Марсель) | Лига 1           | 2008/09          | 31   | 3    | 3     | 0     | 11        | 0         | 0         | 0         | 45    | 3     |
| Олимпик (Марсель) | Лига 1           | 2009/10          | 31   | 5    | 6     | 2     | 6         | 0         | 0         | 0         | 43    | 7     |
| Олимпик (Марсель) | Лига 1           | 2010/11          | 32   | 4    | 3     | 0     | 8         | 1         | 0         | 0         | 43    | 5     |
| Олимпик (Марсель) | Лига 1           | 2011/12          | 33   | 5    | 7     | 3     | 9         | 1         | 0         | 0         | 49    | 9     |
| Олимпик (Марсель) | Лига 1           | 2012/13          | 37   | 3    | 4     | 1     | 8         | 1         | 0         | 0         | 49    | 5     |
| Олимпик (Марсель) | Лига 1           | 2013/14          | 34   | 3    | 2     | 0     | 5         | 0         | 0         | 0         | 41    | 3     |
| Олимпик (Марсель) | Итого            | Итого            | 242  | 27   | 30    | 7     | 58        | 4         | 0         | 0         | 330   | 38    |
| Динамо (Москва)   | Премьер-лига     | 2014/15          | 25   | 4    | 0     | 0     | 11        | 0         | 0         | 0         | 36    | 4     |
| Динамо (Москва)   | Премьер-лига     | 2015/16          | 4    | 2    | 0     | 0     | 0         | 0         | 0         | 0         | 4     | 2     |
| Динамо (Москва)   | Итого            | Итого            | 29   | 6    | 0     | 0     | 11        | 0         | 0         | 0         | 40    | 6     |
| Олимпик (Лион)    | Лига 1           | 2015/16          | 26   | 1    | 2     | 1     | 5         | 0         | 0         | 0         | 33    | 2     |
| Олимпик (Лион)    | Лига 1           | 2016/17          | 30   | 8    | 3     | 1     | 9         | 1         | 1         | 0         | 43    | 10    |
| Олимпик (Лион)    | Итого            | Итого            | 56   | 9    | 5     | 2     | 14        | 1         | 1         | 0         | 76    | 12    |
| Фенербахче        | Высшая лига      | 2017/18          | 29   | 7    | 7     | 1     | 4         | 0         | 0         | 0         | 40    | 8     |
| Фенербахче        | Высшая лига      | 2018/19          | 22   | 3    | 3     | 1     | 6         | 0         | 0         | 0         | 31    | 4     |
| Фенербахче        | Итого            | Итого            | 51   | 10   | 10    | 2     | 10        | 0         | 0         | 0         | 71    | 12    |
| Олимпиакос        | Суперлига        | 2019/20          | 26   | 7    | 3     | 0     | 13        | 2         | 0         | 0         | 42    | 9     |
| Олимпиакос        | Суперлига        | 2020/21          | 26   | 1    | 3     | 0     | 8         | 1         | 0         | 0         | 37    | 2     |
| Олимпиакос        | Суперлига        | 2021/22          | 28   | 3    | 3     | 0     | 11        | 0         | 0         | 0         | 42    | 3     |
| Олимпиакос        | Суперлига        | 2022/23          | 18   | 3    | 4     | 1     | 7         | 0         | 0         | 0         | 29    | 4     |
| Олимпиакос        | Итого            | Итого            | 98   | 14   | 13    | 1     | 39        | 3         | 0         | 0         | 150   | 18    |
| Всего за карьеру  | Всего за карьеру | Всего за карьеру | 531  | 76   | 63    | 16    | 132       | 8         | 1         | 0         | 727   | 100   |